# Johnny Marsiglia
Johnny Marsiglia, pseudonimo di Giovanni Marsiglia (Palermo, 5 agosto 1986), è un rapper italiano.

## Biografia
Nato a Palermo nel 1986, ha origini capoverdiane da parte di madre. Si appassiona all'hip-hop da adolescente e negli anni 2000 entra a far parte della crew Gotaste dove conosce altri rapper come Stokka & MadBuddy e Lyno. Con lo pseudonimo Johnny Killa inizia a partecipare a gare di freestyle e collabora al brano Giù con noi di Stokka & MadBuddy, contenuto nell'album Blocknotes. Nel 2007 pubblica il suo disco d'esordio, Radiografia che viene distribuito in free download sul sito della crew.
Nel 2009 cambia il suo pseudonimo in Johnny Marsiglia e pubblica Sentire non è ascoltare, a cui collaborano Ensi, Rayden e Fid Mella, sempre distribuito in free download. Assieme a Mad Buddy e Louis Dee forma il collettivo Killa Soul, con cui nel 2011 pubblica l'EP Killasoul EP.
Si trasferisce poi a Milano dove trova lavoro come autista e magazziniere, continuando in parallelo a portare avanti la carriera musicale. Nel 2012 inizia la collaborazione con il produttore Big Joe pubblicando Orgoglio per l'etichetta Unlimited Struggle, seguito due anni dopo da Fantastica Illusione. Lo stesso anno assieme Ghemon, MadBuddy e Kiave realizza il brano We Love This Game, canzone dedicata al basket e utilizzata come colonna sonora dell'evento The Search for the Baddest sponsorizzato dalla Nike. 
Nel 2017 passa all’etichetta Sto Records, distribuita da Warner Records, di cui fanno parte anche Ghali e Capo Plaza. Nel maggio 2018 esce Memory, primo progetto con la nuova etichetta, da cui vengono estratti i singoli Clessidra, Storie e La pioggia, gli applausi.
Dopo una pausa di cinque anni, che vede la separazione dal produttore Big Joe,, a giugno 2023 pubblica Gara 7, un concept album dedicato al basket e prodotto da Yazee, Swan e altri beatmaker come Goedi e Crash X.

## Stile
I suoi brani vedono una particolare cura dei testi, che sono costruiti con attenzione e non improvvisati, e che spesso trattano argomenti legati alla sua sfera personale. I suoi primi album prodotti da Big Joe erano legati all'hip hop classico e ad artisti della scena di Detroit come gli Slum Village; con il cambio di produzione in Gara 7 le sonorità includono atmosfere ambient e tocchi di nu jazz e soul.

## Discografia

### Album in studio
- 2007 - Radiografia
- 2009 - Sentire non è ascoltare
- 2012 - Orgoglio
- 2014 - Fantastica Illusione
- 2018 - Memory
- 2023 - GARA 7